# Synaphea constricta
Synaphea constricta är en tvåhjärtbladig växtart som beskrevs av Alexander Segger George. Synaphea constricta ingår i släktet Synaphea och familjen Proteaceae. Inga underarter finns listade i Catalogue of Life.